# Margaret E. Knight
Margaret Eloise Knight (14 de febrer de 1838 - 12 d'octubre de 1914) va ser una inventora nord-americana, en particular de la bossa de paper de fons pla. Ha estat anomenada "la inventora més famosa del segle XIX".

## Primers anys
Margaret Knight va néixer el 14 de febrer de 1838 a York (Maine) filla de James Knight i Hannah Teal. Després que el seu pare moris quan ella era jove, la família de Knight es va traslladar a Manchester (New Hampshire). Va rebre una educació bàsica, però va deixar l'escola amb els seus germans per treballar en una fàbrica de cotó. A l'edat de 12 anys va ser testimoni d'un accident a la fàbrica on un treballador va ser apunyalat per una punta d'acer que va sortir disparada d'un teler mecànic. En poques setmanes es va inventar un dispositiu de seguretat per al teler que posteriorment va ser adoptat per altres fàbriques de Manchester. L'aparell mai va ser patentat i la naturalesa exacta del mateix és desconeix.
Els problemes de salut van impedir a Margaret Knight continuar treballant a la fàbrica de cotó, entre la seva adolescència i el començament de la vintena va ocupar diversos llocs de treball, incloent reparacions a la llar, la fotografia i el gravat.

## Carrera
El 1867 Margaret Knight, després de la Guerra Civil, es va mudar a Springfield (Massachusetts) on va ser contractada per la Columbia Paper Bag Company. Mentre treballava a la planta, va pensar que seria més fàcil empacar articles en bosses de paper amb el fons pla i així es poguessin mantenir estables. Aquesta idea va inspirar Margaret per crear la màquina que la transformaria en una famosa inventora. El 1868, Knight va inventar una màquina que plegava i encolava el paper per formar el fons pla de les bosses de paper que encara s'utilitzen al dia d'avui a la majoria de botigues de queviures. Knight va construir un model de fusta del dispositiu, però necessitava un model de treball en ferro per sol·licitar una patent. Charles Annan, que estava al taller de màquines, on s'estava construint el model de ferro de Knight, li va robar el disseny i va patentar el dispositiu. Knight va presentar una demanda per apropiament de patent i la va guanyar: el 1871 se li va reconèixer la titularitat de la patent. Amb un soci inversor de Massachusetts, Knight va establir la companyia Eastern Paper Bag Co. i va rebre els royaltys.
Les seves altres invencions inclouen una màquina de numeració, un marc de finestra i la banda, patentat el 1894. Va fer millores en motors de combustió interna, malgrat que la manca d'educació formal de Knight li impedia comprendre els principis darrere de les seves invencions, ella estava més preocupada per la seva aplicació pràctica, i això la va dur a crear diversos dispositius relatius a motors rotatius, patentats entre 1902 i 1915.

## Final de la vida i llegat
Margaret E. Knight no tenia habilitat pels negocis i va vendre els drets a moltes de les seves invencions a les empreses que la van contractar. Per exemple, va vendre molts dels drets dels seus motors rotatius i invencions de motor a Knight-Davidson Motor Company de Nova York.
Mai es va casar. Quan Margaret E. Knight va morir el 12 d'octubre 1914 a l'edat de 76 a Framingham (Massachusetts), la seva fortuna va ser valorada en només 275$.
Una placa de reconeixement per ella com la "primera dona que rep una patent dels Estats Units" al Curry Cottage de 287 Hollis St. a Framingham. No obstant això, Knight no va ser en realitat la primera, aquest honor pertoca a Mary Dixon Kies o Hannah Slater.
El 2006 es va ser inclòs en el Saló de Fama d'Inventors Nacionals. La màquina original de fabricació de bosses és a la Smithsonian Institution a Washington, DC.

## Patents
Margaret Knight va registrar al seu nom més de 20 patents, amb relació a un centenar de dispositius i mecanismes, tot i les dificultats que tenien les dones al segle xix per registrar invents al seu nom. Algunes de les seves patents són:
| Millora de la màquina de bossa de paper, 1879                       |
| Millora en màquines d'alimentació de paper, 1870                    |
| Màquina de tall Sole, 1890                                          |
| Bobina, 1894                                                        |
| Mecanisme de numeració mecanisme, 1894                              |
| Marc de finestra, 1894                                              |
| Motor rotatiu, 1902                                                 |
| Eina automàtica per corbar o allisar superfícies cilíndriques, 1903 |
| Motor de combustió interna, 1913                                    |